# Aleksandr Michajlovič Urusov
Principe Aleksandr Michajlovič Urusov, in russo Александр Михайлович Урусов? (12 novembre 1766 – Mosca, 25 dicembre 1853), è stato un nobile e ufficiale russo.

## Biografia
Era il figlio del tenente colonnello, il principe Michail Vasil'evič Urusov (?-1795), figlio primogenito del tenente generale Vasilij Alekseevič Urusov, e di sua moglie, Feliciаta Afanas'evna Aljab'eva (1735-1782). Era il nipote di Aleksandr Vasil'evič Urusov e cugino di Aleksandr Petrovič e Nikita Sergeevič Urusov. Ricevette un'educazione privata.

### Carriera
Servì, il 31 gennaio 1782, nel reggimento Preobraženskij e nel 1801 raggiunse il grado di tenente. Nel 1803 venne nominato consigliere di stato. Commissionò la costruzione della Cattedrale di Cristo Salvatore.
Successivamente servì come commissario capo, capo ciambellano e nel 1824 come senatore e consigliere segreto.
Dal 1831 fu vice presidente della sede del Cremlino di Mosca, nel 1835 ne fu presidente.

### Matrimonio
Sposò Ekaterina Pavlovna Tatiščeva (1775-1855), sorella di Dmitrij Pavlovič Tatiščev. Secondo i contemporanei Ekaterina era una donna istruita e conosceva le lingue straniere, soprattutto l'inglese. Ebbero undici figli:
- Marija Aleksandrovna (1801-1853), sposò in prime nozze il conte Ivan Alekseevič Musin-Puškin e in seconde nozze Aleksandr Michajlovič Gorčakov;
- Michail Aleksandrovič (1802-1883);
- Sof'ja Aleksandrovna (1804-1889), sposò il principe Leon Hieronim Radziwiłł;
- Aleksandr Aleksandrovič (1805-1828);
- Pavel Aleksandrovič (1807-1886);
- Nikolaj Aleksandrovič (1808-1843), sposò Anastasija Nikolaevna Borozdina;
- Andrej Aleksandrovič (1809-1839);
- Pëtr Aleksandrovič (1810-1890);
- Ivan Aleksandrovič (1812-1871), padre di Aleksandr Ivanovič Urusov;
- Natal'ja Aleksandrovna (1814-1882), sposò Ippolit Pavlovič Kutajsov, madre di Pavel Ippolitovič Kutajsov;
- Grigorij Aleksandrovič (1818-1888), sposò Sof'ja Nikolaevna Naryškina;

### Morte
Morì il 25 dicembre 1853 a Mosca e fu sepolto nel cimitero di Vagankovskij.